# Rogneda gallica
Rogneda gallica är en plattmaskart som beskrevs av Ax 1956. Rogneda gallica ingår i släktet Rogneda och familjen Polycystididae. Inga underarter finns listade i Catalogue of Life.